# Bataille de Bautzen (1945)
Pour les articles homonymes, voir Bataille de Bautzen.
Seconde Guerre mondiale
Batailles
Front de l’Est

Prémices :
- Campagne de Pologne
- Guerre d’Hiver

Guerre germano-soviétique :
- 1941 : L'invasion de l'URSS

- Opération Barbarossa

Front nord : 
- Guerre de Continuation
- Opération Silberfuchs
- Siège de Léningrad

Front central : 
- 2e bataille de Brest-Litovsk
- Bataille de Białystok–Minsk
- 1re bataille de Smolensk
- Bataille de Kiev

Front sud : 
- Siège d'Odessa
- Campagne de Crimée

- 1941-1942 : La contre-offensive soviétique

Front nord : 
- Poche de Demiansk
- Poche de Kholm

Front central : 
- Bataille de Moscou

Front sud : 
- Seconde bataille de Kharkov

- 1942-1943 : De Fall Blau à 3e Kharkov

Front nord : 
- Offensive de Siniavino
- Opération Iskra
- Bataille de Krasny Bor
- Opération Poliarnaïa Zvezda

Front central : 
- Opération Mars

Front sud : 
- Bataille du Caucase (opération Fall Blau)
- Bataille de Stalingrad
- Opération Uranus
- Opération Saturne
- Offensive d'Ostrogojsk-Rossoch
- Offensive de Voronej-Kastornoe
- Opération Gallop
- Opération Étoile
- Troisième bataille de Kharkov

- 1943-1944 : Libération de l'Ukraine et de la Biélorussie

Front central : 
- 2e bataille de Smolensk
- Opération Bagration

Front sud : 
- Bataille de Koursk
- Bataille du Dniepr
- Offensive Dniepr-Carpates
- Offensive de Crimée
- Offensive de Lvov-Sandomir

- 1944-1945 : Campagnes d'Europe centrale et d'Allemagne

Allemagne : 
- Offensive Vistule-Oder
- Offensive de Poméranie orientale
- Siège de Breslau
- Offensive de Prusse-Orientale
- Bataille de Königsberg
- Bataille de Seelow
- Bataille de Bautzen
- Bataille de Berlin
- Capitulation allemande

Front nord et Finlande : 
- Guerre de Laponie
- Offensive Leningrad-Novgorod
- Bataille de Narva

Europe orientale : 
- Opération Margarethe
- Insurrection de Varsovie
- Soulèvement national slovaque
- Opération Panzerfaust
- Bataille de Budapest
- Opération Frühlingserwachen
- Offensive de Vienne
- Insurrection de Prague
- Offensive de Prague
- Bataille de Slivice

Front d’Europe de l’Ouest

Campagnes d'Afrique, du Moyen-Orient et de Méditerranée

Bataille de l’Atlantique

Guerre du Pacifique

Guerre sino-japonaise

Théâtre américain

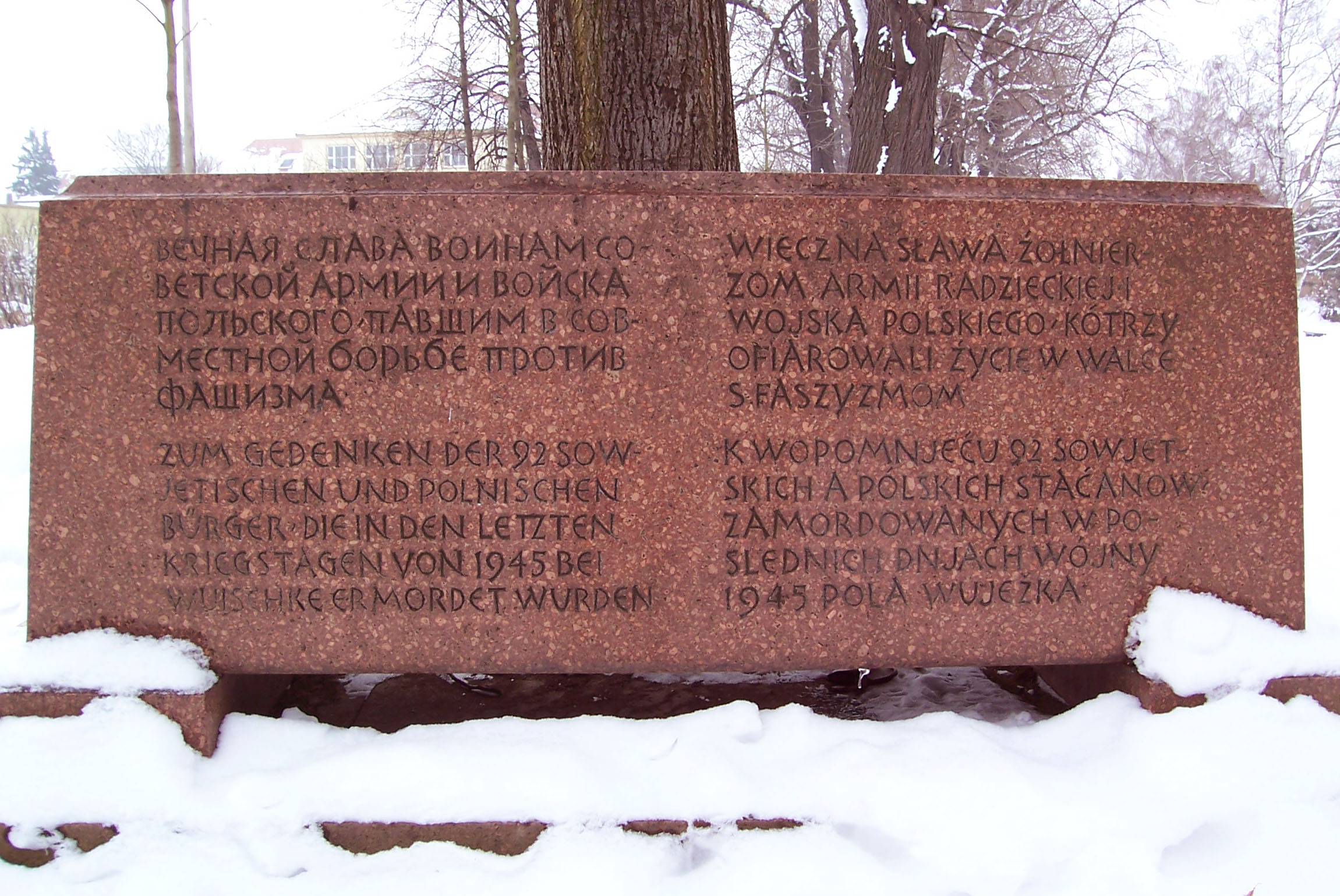
Mémorial de la bataille

La bataille de Bautzen est une des dernières batailles de chars du Front de l'Est à la fin de la Seconde Guerre mondiale. Elle se déroule du 21 au 26 avril 1945 autour de Bautzen en Saxe et des combats sporadiques ont lieu encore en ville et dans les environs, jusqu'au 30 avril.

## Forces en présence
- Armée rouge et Armée populaire polonaise : 5e armée de la Garde soviétique ; certaines unités de la 52e armée ; 2e armée polonaise de l'armée populaire polonaise formée au sein de l'Armée rouge, commandées par le maréchal Koniev, le général d'armée Petrov et le général polonais Karol Świerczewski[1].
- Wehrmacht : éléments de la 4e Panzer Armee et de la 17e armée, commandés par le Generalfeldmarschall Schörner et le général Gräser.

Les Allemands disposaient de 50 000 hommes (dont ceux de la 1re division Fallschirm-Panzer Hermann Göring, des unités de la 20e et de la 21e Panzerdivision, incluant la Panzergrenadier Division Brandenburg, de celles de la 17e et de la 72e division d'infanterie), de 300 chars et de 620 pièces d'artillerie.
Les Polonais et les Soviétiques disposaient de 84 000 hommes pour les premiers et de 20 000 hommes pour les seconds. Ils disposaient de 291 chars et 135 automoteurs antichars, surtout des T-34/85, mais aussi des SU-85 et quelques IS-2 et SU-152.

## Déroulement
La bataille a lieu au cours de la marche vers Berlin du 1er front ukrainien du maréchal Koniev qui aboutit à la bataille de Berlin. Elle se déroule dans les zones rurales du Sud-Est de la ville, le long de la ligne Bautzen-Niesky. Les unités du général Swierczewski sont intégrées au 1er front ukrainien de Koniev et opèrent au centre, flanquées à droite de la 5e armée soviétique et à gauche de la 7e armée mécanisée soviétique[réf. nécessaire]. Les Polono-soviétiques font face à la 4e Panzerarmee du général Gräser au sein du groupe d'armées Centre de Schörner.
Le 17 avril 1945, les Polonais franchissent les défenses allemandes de la rivière Weisser Schops (en), traversent la Neisse à la poursuite des armées allemandes qui se replient vers Dresde. Les 18 et 19 avril 1945, la 8e division d'infanterie et le 1er corps d'armée repoussent les Allemands au sud. Les autres unités gagnent Dresde avec des têtes de pont sur la Sprée, au nord de Bautzen. Le 20 avril 1945, le 7e corps mécanisé soviétique entre dans Bautzen et sécurise une ligne au sud de Niesky.
Le général Swierczewski prend la décision, avec sa 2e armée populaire, d'avoir Dresde comme objectif prioritaire, plutôt que de sécuriser son flanc sud, altérant ainsi les ordres du maréchal Koniev, ce qui va provoquer d'énormes pertes. De plus un grand nombre de ses soldats sont de jeunes recrues inexpérimentées, issues pour la plupart des territoires libérés par l'Armée rouge, et l'encadrement de l'armée populaire polonaise est insuffisant et ce sont surtout des citoyens soviétiques dont un certain nombre d'ascendance polonaise. Pendant ce temps, le maréchal Schörner concentre ses unités (le groupe « Görlitz ») dans la région de Görlitz et de Reichenbach (Haute-Lusace), planifiant une contre-offensive sur le flanc sud des Polonais, afin de freiner l'avancée du 1er front ukrainien et de porter secours à la 9e armée allemande piégée aux abords de Berlin. Berlin serait ainsi ouverte au sud, ce qui permettrait aux Allemands de se rendre, non pas aux Soviétiques, mais aux forces occidentales, en attendant leur arrivée.
La concentration des unités de Schörner dans la région de Bautzen n'est pas immédiatement perçue par les Polono-soviétiques.

### Marche vers Dresde

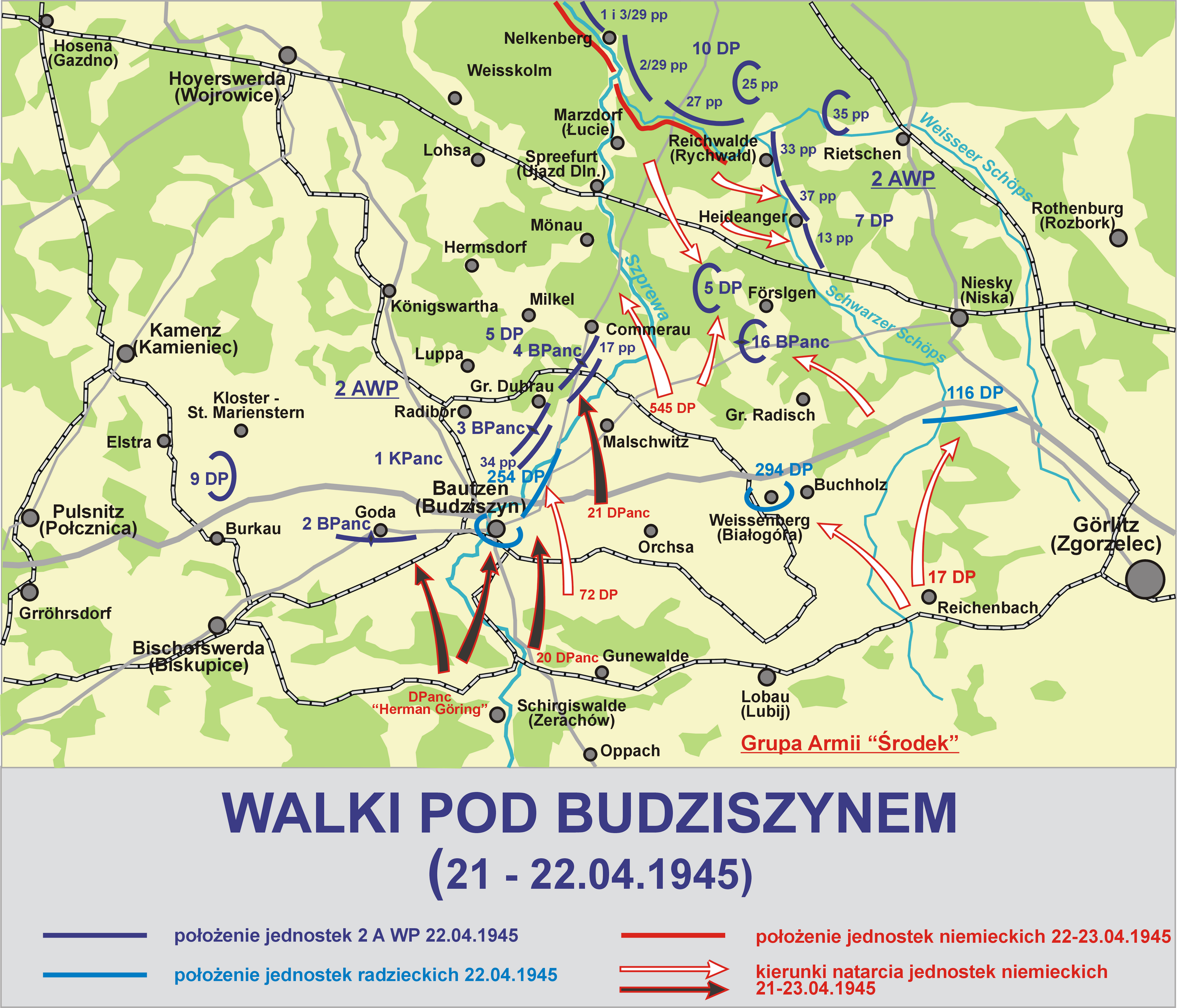
La bataille, les 21 et 22 avril 1945

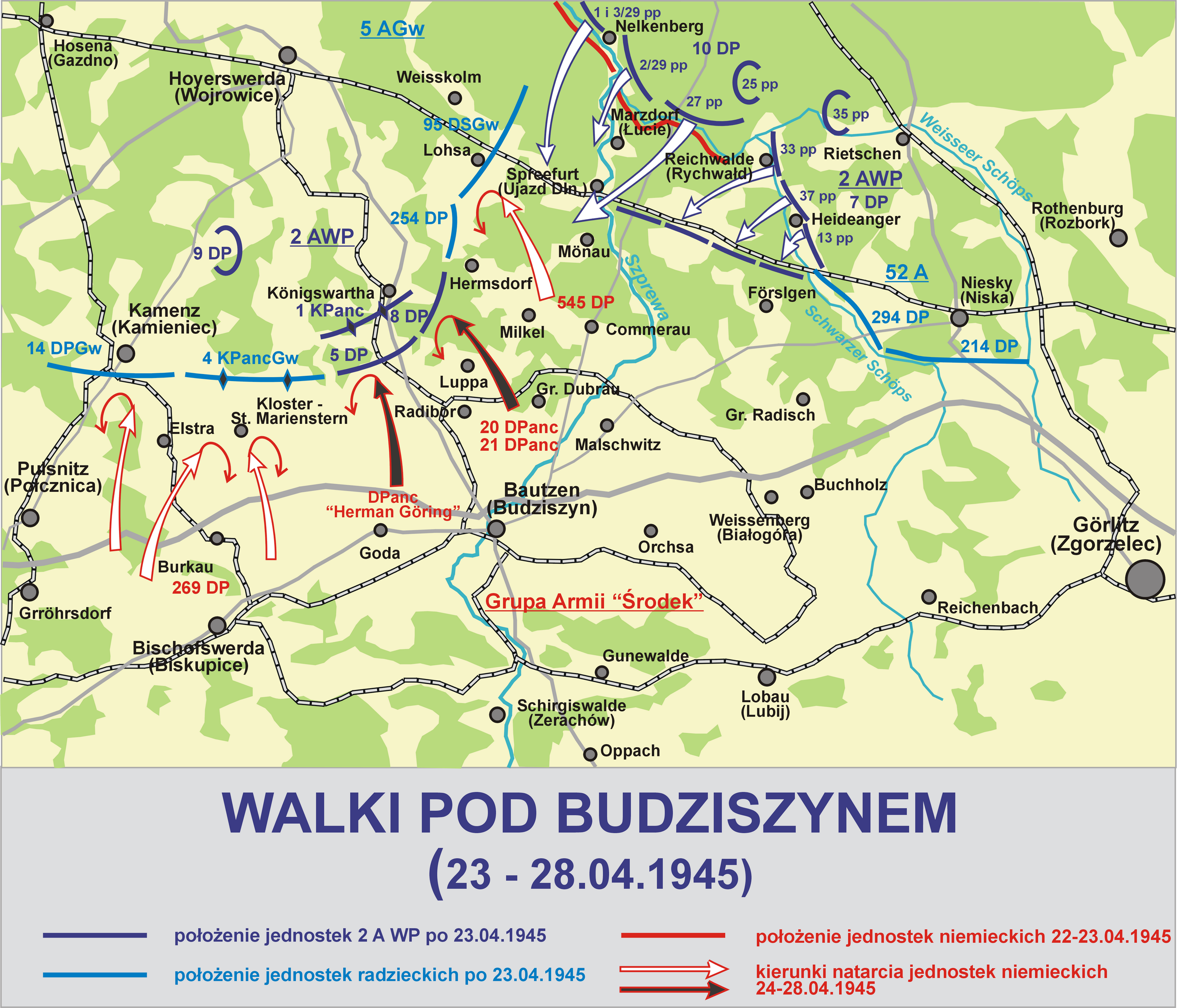
La bataille, les 23, 24, 25 et 26 avril

Le 21 avril, un espace ouvert est créé entre les 8e et 9e divisions d'infanterie polonaises et le 1er corps d'armée soviétique qui marchaient vers Dresde. La 7e et la 10e divisions d'infanterie polonaises étaient engagées près de la Neisse, tandis que la 5e division d'infanterie polonaise et la 16e brigade de chars marchaient entre les deux groupes. Les unités polonaises étaient étirées sur une ligne de 50 kilomètres.
Les Allemands trouvèrent alors l'occasion de s'introduire dans cet espace et d'effectuer une percée dans l'espace créé à la jonction des unités polonaises et soviétiques. Le General der Panzertruppen Gräser engouffre le LVII.Panzerkorps (17. et 72.Infanterie-Divisionen, 20.Pz-Div. et 1.Fallschirm-Pz-Div."Hermann Goëring") ainsi que la Pz-Gren.Div."Brandenburg"
Ils poussèrent entre l'armée polonaise et la 52e armée soviétique, près de Bautzen et se dirigèrent vers Spremberg. Le jeune général soviétique Pouteïko, commandant de la 254e division de fusiliers du 73e corps au sein de la 52e armée, fut tué. Le général polonais poursuivit d'abord sa marche vers Dresde, ce qui accentua le désordre. La contre-attaque va rapidement couper les lignes de communication et d'approvisionnement de la 2e armée polonaise ainsi que celles de deux divisions de fusiliers soviétiques (254e et 294e). Le chaos chez les Polonais est total ; ceux-ci sont tronçonnés en quatre groupes. La 5e division et la 16e brigade sont encerclées et subissent de lourdes pertes. Cette dernière fut détruite à Förstgen à 90 pour cent de son personnel. Le général Waszkiewicz (en), commandant de la 5e division d'infanterie, fut tué à Niederkaina (torturé pendant plusieurs heures après sa capture)
Les Polonais de l'armée populaire battirent en retraite. Deux cent cinquante-quatre de leurs 300 prisonniers allemands du Volksturm furent enfermés dans une grange de Niederkaina à laquelle ils mirent le feu, avant de s'enfuir (seuls 2 d'entre eux parviendront à s'échapper du brasier).
Le 23 avril, les Allemands franchirent la rivière Schwarzer Schöps à l'est, et atteignirent Lohsa, Oppitz et Großdubrau à l'ouest. Ils concentrèrent la plupart de leurs forces dans la forêt entourant Lohsa. Ils se dirigèrent vers Königswartha et Hoyerswerda.

### Retraite polonaise
Swierczewski stoppa sa marche vers Dresde et revint colmater la brèche. Il ordonna le 22 avril au 1er corps de changer de direction pour soutenir le centre du front. La 8e division d'infanterie fut aussi appelée. Seule, la 9e resta aux environs de Dresde. Le général fut pendant un temps coupé de toute communication avec ses supérieurs. Il envoya le général Petrov et son chef des opérations, le général Kostyliev, pour rendre compte de la situation. Petrov parvint à rétablir la communication. Le général polonais fut brièvement relevé de son commandement pour incompétence. Le maréchal Koniev ordonna alors à huit divisions du 1er front ukrainien de renforcer les positions de l'Armée populaire polonaise et de stabiliser les opérations. La 14e garde de fusiliers soviétiques et la 95e, ainsi que le 4e corps armé soviétique reçurent l'ordre d'attaquer près de Kamenz, Königswartha et Sdier pour arrêter la poussée des Allemands en direction du nord.
La 9e division d'infanterie de l'Armée populaire polonaise se retrouva seule près de Dresde et elle fut donc forcée à la retraite le 26 avril. Alors qu'elle changeait de position, elle subit de lourdes attaques. Le 26e régiment d'infanterie de la 9e division en particulier connut de lourdes pertes (75 % de ses hommes) dans ce qui est surnommé la « vallée de la mort », près de Panschwitz, Kuckau, et Crostwitz, tandis que son commandant, le colonel Łaski, était fait prisonnier.
Le 24 avril, les Allemands arrêtèrent leur progression vers le nord et l'est, par manque de carburant, mais réussirent à reprendre Bautzen au cours de sanglants combats de rue. La reprise de la ville fut une des dernières victoires tactiques allemandes du front de l'Est.

## Derniers jours
Les unités polonaises ne réussirent que le 25 avril à stabiliser une ligne de défense allant de Kamenz à Kuckau en passant ensuite par le nord de Bautzen, jusque vers la Spree et Heideanger. La 7e et la 10e divisions reçurent l'ordre d'avancer vers Heideanger, la 2e atteignit lentement Spreefurt. Avec les unités soviétiques sur leur flanc droit, elles réussirent à percer une route vers Königswartha.
Le 26 avril marqua la fin de cette bataille, mais l'avancée allemande s'arrêta le 28 avril et des combats sporadiques eurent lieu jusqu'au 30.
À la fin du mois, les Polono-soviétiques formaient une ligne Kamenz-Doberschütz-Dauban et se préparaient à attaquer Prague.

## Bilan
Les deux côtés subirent de lourdes pertes, surtout les Polonais. La 2e armée populaire polonaise perdit en effet 22 % de ses effectifs en quelques jours et 57 % de ses chars et de ses véhicules dans cette « opération Lusace ». Les pertes se seraient montées de leur côté à 4 902 morts, 2 798 disparus et 10 532 blessés. Les Soviétiques admettent 3 500 tués, 81 chars et 45 automoteurs détruits autour de Bautzen.
Les combats de Bautzen coûtèrent aussi la vie à 6 500 soldats allemands et soviétiques et à 350 civils allemands de la ville. Un tiers des habitations de Bautzen furent détruites, ainsi que dix-huit ponts et de nombreuses usines.
Les unités allemandes échouèrent dans leur objectif de percer le 1er front ukrainien et de gagner Berlin. Néanmoins, elles tenaient encore Dresde — détruite par l'aviation anglo-américaine — le 9 mai, jour de la capitulation auprès des Soviétiques. La plupart de leurs effectifs survivants parvinrent à se rendre aux forces occidentales.
Le général Swierczewski fut nommé général d'armée peu après la bataille de Bautzen, car l'historiographie communiste polonaise fit de la bataille une victoire. Depuis l'effondrement du régime communiste polonais, son rôle a été examiné de manière critique par les historiens, qui ont mis en avant son incompétence, son alcoolisme et sa participation aux purges staliniennes. Le général fut assassiné en 1947 dans des conditions obscures.
Malgré le lourd bilan de la bataille de Bautzen pour le front polono-soviétique, cette bataille ralentit à peine la progression des forces soviétiques vers l'Ouest.

## Source
- (de) Cet article est partiellement ou en totalité issu de l’article de Wikipédia en allemand intitulé « Schlacht um Bautzen » (voir la liste des auteurs).